# El gato del rabino
El gato del rabino (en francés: Le Chat du rabbin) es una película animada francesa de 2011 dirigida por Joann Sfar y Antoine Delesvaux, basada en los volúmenes uno, dos y cinco de la serie de cómics de Sfar con el mismo título. Cuenta la historia de un gato, que obtiene la capacidad de hablar después de tragarse un loro, y su dueño, que es un rabino en la Argelia de la década de 1920. El elenco de voces incluye a François Morel, Hafsia Herzi, Maurice Bénichou, Fellag, François Damiens y Jean-Pierre Kalfon.

## Trama
La historia tiene lugar en la comunidad judía de Argelia durante la década de 1920. Un día, un rabino descubre que su loro parlante, que es muy ruidoso, ha sido comido por su gato y que el gato ha adquirido la capacidad de hablar en lenguas humanas. Sin embargo, el rabino descubre que el gato es muy grosero y arrogante, por lo que el rabino le enseña sobre la Torá, y el gato decide que, si es judío, entonces debería recibir un bar mitzvah, lo que los lleva a consultar con el rabino. rabino. El gato procede a burlarse e insultar las opiniones estrictas del rabino, quien declara que el gato debe ser asesinado por su herejía. El rabino toma a su gato y se va, enojado con el gato por dejar en ridículo a su amo. Los dos finalmente llegan a un acuerdo en el que el rabino le enseñará al gato todo sobre la Torá y que podría tener su bar mitzvah cuando esté listo.
El gato ayuda al rabino a aprobar un examen de francés para que algún día se convierta en rabino principal, pero después del examen el gato pierde la capacidad de hablar (ya que invocó el nombre de Dios para orar por su amo). Tras el descubrimiento de un judío ruso que se ha escondido en un envío de textos religiosos, el gato descubre que puede hablar ruso. Eventualmente recupera su habilidad para hablar francés, y descubre que sabe muchos idiomas y puede actuar como traductor. El ruso revela que es un pintor que ha huido de la Rusia soviética. Ha venido a África para buscar una ciudad escondida de judíos negros en lo profundo del corazón de África y convence al rabino, a su gato y a un ex soldado ruso para que lo ayuden en su búsqueda.

## Elenco
- François Morel como el gato
- Maurice Benichou como el rabino
- Hafsia Herzi como Zlabya
- Jean-Pierre Kalfon como Malka de los leones
- Fellag como Sheikh Mohammed Sfar
- Sava Lolov como el pintor ruso
- Daniel Cohen como el maestro del rabino.
- François Damiens como el reportero belga
- Wojciech Pszoniak como Vastenov
- Pascal N'Zonzi como El primer gigante
- Marguerite Abouet como la niña africana
- Eric Elmosnino como el profesor Solimán
- Alice Houri como la Bella Durmiente
- Mathieu Amalric como el príncipe
- Olivier Broche como el loro

## Producción
Autochenille Production fue lanzada en 2007 por Joann Sfar, Antoine Delesvaux y Clément Oubrerie con el objetivo de hacer "películas desafiantes e impulsadas por el autor para atraer a niños y adultos". The Rabbi's Cat fue el primer proyecto de la compañía. La producción se realizó en colaboración con TF1 y France 3. Fue precomprada por Canal+ y CineCinéma y contó con un presupuesto de 12,5 millones de euros. Es la segunda película dirigida por Sfar, después de Gainsbourg (Vie héroïque).
Una de las fuentes de inspiración de los directores fue la animación estadounidense de la década de 1930 y, en particular, de Fleischer Studios, que Sfar describió como caracterizados por equipos de producción multiétnicos y por retratar aspectos oscuros de la sociedad, en dibujos animados como Betty Boop y Popeye. Para generar más personalidad para los personajes dibujados en The Rabbi's Cat, algunas de las escenas se representaron en un loft de un suburbio parisino en el verano de 2008, con accesorios y el elenco completamente disfrazado. Mientras los actores actuaban e inventaban los hábitos de movimiento personales de sus personajes, el equipo de diseño observaba de cerca y dibujaba lo que recogían.
La banda sonora original fue compuesta por Olivier Daviaud, quien había compuesto la música de Gainsbourg (Vie héroïque), y fue interpretada por Enrico Macias y la Amsterdam Klezmer Band.

## Estreno
La película se estrenó en Francia el 1 de junio de 2011 a través de UGC Distribution, que la lanzó en 243 copias. Compitió en el Festival Internacional de Cine de Animación de Annecy de 2011, donde ganó el premio principal: el Cristal de Annecy a la mejor película.

### Respuesta crítica
The Rabbi's Cat recibió críticas positivas de los críticos. En Rotten Tomatoes, tiene una calificación del 94% según 16 reseñas y una calificación promedio de 7.6/10. En Metacritic, la película tiene una puntuación de 74 sobre 100 según nueve reseñas, lo que indica "críticas generalmente favorables".
Pierre Vavasseur de Le Parisien otorgó una calificación máxima de tres estrellas y comparó la impresión que dejó con la de Persepolis de Marjane Satrapi. Vavasseur llamó a The Rabbi's Cat "un puro placer" y lo elogió por su variedad y colorido, así como por la forma en que aborda el tema de una sociedad dividida: "Descendientes de Voltaire, Sfar y su gato no acarician a nadie con el pelo , sino lanzar como chefs un caldo de culturas con múltiples sabores y con un paisaje cuidado".
Jacques Mandelbaum escribió una crítica negativa en Le Monde, donde, entre otras cosas, criticó la película por tener gags aburridos, actuación de voz sin vida y un ritmo lento: "Este desconcierto general se debe a la falta de determinación en el punto de vista, que evidentemente quiere abarcarlo todo y no logra captar lo malo. Chagall y Las aventuras de Tintín, crónica familiar y película de aventuras, leyenda bíblica y crónica colonial, reconstrucción histórica y guiños al mundo contemporáneo, las referencias se superponen sin lograr armonía. Al final, este llamado a la tolerancia es una prédica moral tan irritantemente suave que lucha por convencernos de su legitimidad". Jordan Mintzer escribió en The Hollywood Reporter: "Aunque este asunto magníficamente animado muestra el estilo despreocupado del artista y las coloridas imágenes arabescas, su estructura episódica laberíntica no es exactamente el maullido del gato, incluso si sigue siendo una versión completamente agradable del judaísmo a principios del siglo XX. África... Si bien el resultado final es algo caótico, demuestra que Sfar puede dar el salto de la página a la pantalla de manera convincente y personal".

### Premios y nominaciones
El 24 de febrero de 2012, The Rabbi’s Cat (Le Chat du rabbin) fue nombrada Mejor película de animación en los Premios César.
El 3 de diciembre de 2012, se anunció que la película recibió dos nominaciones en los 40th Annie Awards, incluida la de Mejor Película Animada.
Ganó el Premio Jacques Prévert du Scénario a la Mejor Adaptación en 2012.